# Campeonato Europeo de Patinaje de Velocidad sobre Hielo de 2027
El CXVI Campeonato Europeo de Patinaje de Velocidad sobre Hielo se celebrará en Heerenveen (Países Bajos) del 8 al 10 de enero de 2027 bajo la organización de la Unión Internacional de Patinaje sobre Hielo (ISU) y la Federación Neerlandesa de Patinaje sobre Hielo.
Las competiciones se realizarán en el estadio Thialf de la ciudad holandesa.